# Resos
Resos (gr. Ῥῆσος Rhēsos, łac. Rhesus) – w mitologii greckiej król Tracji, uczestnik wojny trojańskiej.
Przedstawiany jako syn Ejoneusa lub boga rzecznego Strymona, jako jego matkę wymieniano natomiast którąś z muz: Kalliope, Klio, Terpsychorę lub Euterpe. Był właścicielem koni białych jak śnieg i szybszych od wiatru. W dziesiątym roku wojny przybył na pomoc Trojanom, jednak zgodnie z treścią X księgi Iliady zanim zdążył przystąpić do walki, został podstępnie zabity we śnie przez Diomedesa i Odyseusza, którzy zakradli się nocą do jego obozu. W późniejszej tradycji Resos wyrósł na potężnego przeciwnika Achajów, który położył trupem tak wielu z nich, że w końcu Atena wraz z Herą nakłoniły Odysa i Diomedesa do nocnej wyprawy. Mit o Resosie stał się tematem zachowanej tragedii anonimowego autora, tradycyjnie przypisywanej Eurypidesowi.
Imię Ῥῆσος pochodzi od praindoeuropejskiego rdzenia *reg- „wódz, król” (por. łacińskie rex).